# Biomas do Brasil

Mapa da distribuição dos biomas brasileiros.

Na esquematização do IBGE (2004), o Brasil tem seu território ocupado por seis biomas (ou áreas biogeográficas) terrestres e um ecossistema marinho.

## Terminologia
O termo "bioma" apresenta diversos significados. Em sentido restrito (ex., Whittaker, 1975; Coutinho, 2006), empregado na literatura internacional, é aplicado para se denominar áreas de pequena escala, tipos de habitat ou de ecossistema, definidos fisionômico-funcionalmente. Apesar de englobar tanto as plantas quanto os animais e microrganismos de uma comunidade, na prática, se define pelo clima e pela fisionomia ou aparência geral das plantas da comunidade.
No sentido amplo, adotado por Joly et al. (1978) e pelo IBGE (2016), bioma pode ser entendido como um sinônimo de "província biogeográfica" (ex., Rizzini, 1963; Eiten, 1977; Cabrera & Willink, 1980; o termo "província florística" ou "fitogeográfica" é usado quando se consideram as espécies de plantas, apenas), ou ainda, como sinônimo aproximado de "domínio morfoclimático e fitogeográfico" (Ab'Sáber, 1967, 2003).
Neste sentido amplo, o Projeto Radam (Veloso et al., 1973) aplica o termo "região fitoecológica", e IBGE (2012) adota o termo "região florística". Entretanto, deve se entender o termo "região", neste caso, em sentido generalista de "área". Os termos "região" e "província" têm sentidos tradicionais específicos em fitogeografia: regiões são áreas caracterizadas por famílias endêmicas, e províncias são áreas caracterizadas por gêneros e espécies endêmicas.
No caso dos "domínios" de Ab'Sáber (1967, 2003), a área delimitada é caracterizada pela predominância de certas características geomorfológicas e climáticas, e também por uma certa província florística (tipo vegetacional) predominante. Entretanto, não há uniformidade: enclaves de outras províncias, características de outros domínios, podem ocorrem dentro desta área.

## Biomas terrestres

### Amazônia
| Amazônia (vista do Rio Solimões). | Cavalos lavradeiros. Introduzidos pelos europeus na região do lavrado (Roraima) no século XVIII, adaptaram-se tornando-se selvagens. |

A Amazônia ocupa uma área de 4.196.943 km² e 49,29% do território nacional que é constituída principalmente por uma floresta tropical. A Amazônia ocupa a totalidade dos territórios do Acre, Amapá, Amazonas, Pará, Roraima e parte dos territórios do Maranhão (34%), Mato Grosso (54%), Rondônia (99,8%) e Tocantins (9%), além de ocupar também países como: Peru, Venezuela, Bolívia, Guiana, Equador, Suriname, Colômbia e Guiana Francesa. A Amazônia é formada por distintos ecossistemas como florestas densas de terra firme, florestas estacionais, florestas de igapó, campos alagados, várzeas, savanas, refúgios montanhosos e formações pioneiras.
A Floresta Amazônica é a maior formação florestal do planeta, condicionada pelo clima equatorial úmido. Equivale a 35% das áreas florestais do planeta. Possui uma grande variedade de fisionomias vegetais, desde as florestas densas até os campos. Florestas densas são representadas pelas florestas de terra firme, as florestas de várzea, periodicamente alagadas, e as florestas de igapó, permanentemente inundadas, que ocorrem por quase toda a Amazônia central. Os campos de Roraima ocorrem sobre solos pobres no extremo setentrional da bacia do rio Branco. As campinaranas desenvolvem-se sobre solos arenosos, espalhando-se em manchas ao longo da bacia do Rio Negro. Ocorrem ainda áreas de cerrado isoladas do ecossistema do cerrado do Planalto Central do Brasil. Nos topos dos morros geralmente aparecem áreas de campos rupestres, semelhantes ao cerrado. Clima pluvial e subtropical

### Cerrado

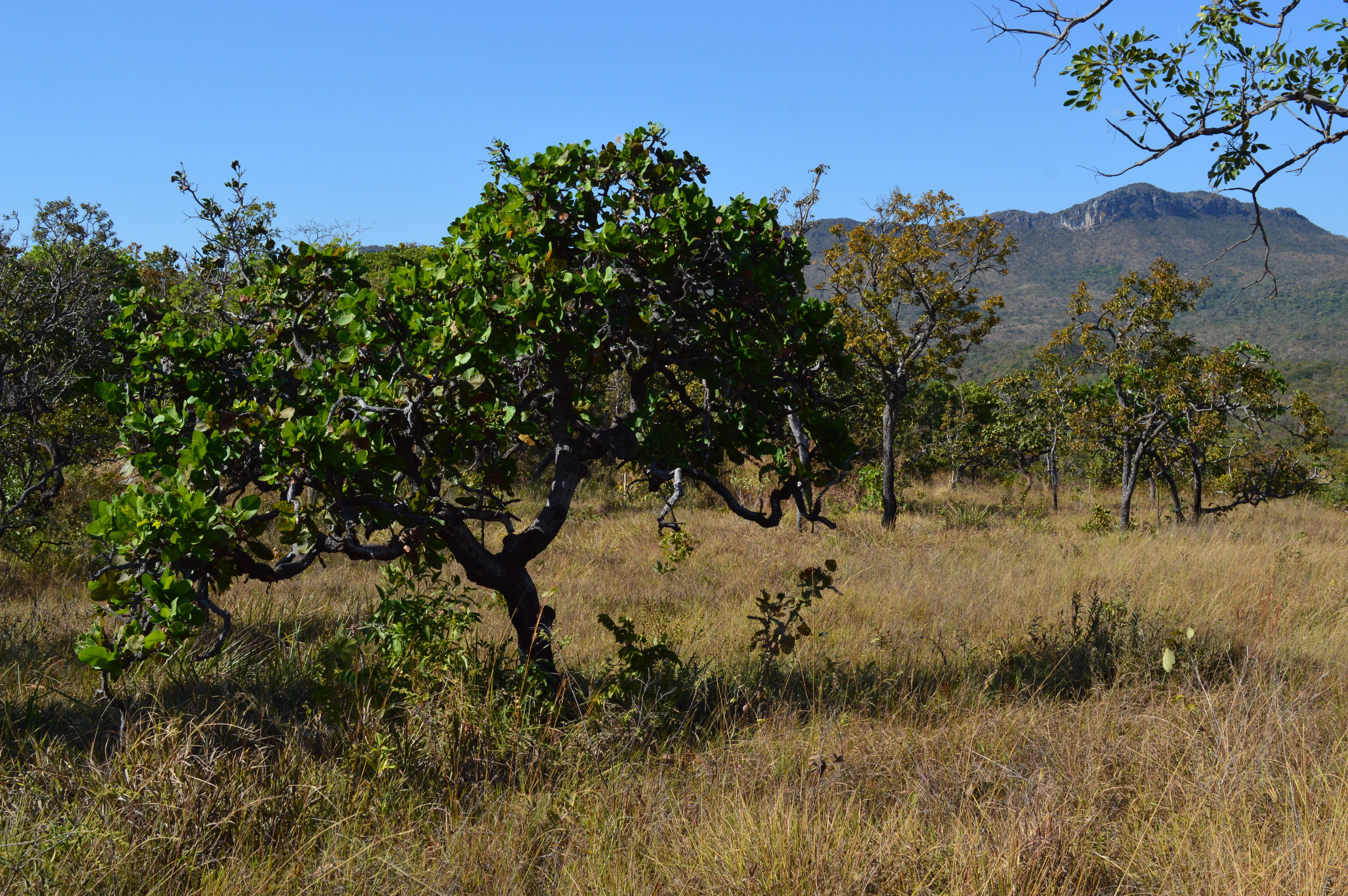
Cerrado

O cerrado ocupa uma área de 2.036.448 km², correspondente a 23,92% do território e que é constituído principalmente por savanas. O Cerrado ocupa a totalidade do Distrito Federal e parte do território da Bahia (27%), Goiás (97%), Maranhão (65%), Mato Grosso (39%), Mato Grosso do Sul (61%), Minas Gerais (57%), Paraná (2%), Piauí (37%), Rondônia (0,2%), São Paulo (32%) e Tocantins (91%). O Cerrado ocupa a região do Planalto Central Brasileiro, sendo que há grandes manchas desta fisionomia na Amazônia e algumas menores na Caatinga e na Mata Atlântica. Seu clima é particularmente marcante, apresentando duas estações bem definidas. O Cerrado apresenta fisionomias variadas, indo desde campos limpos desprovidos de vegetação lenhosa a cerradão, uma formação arbórea densa. Esta região é permeada por matas ciliares e veredas, que acompanham os cursos d'água.

### Mata Atlântica

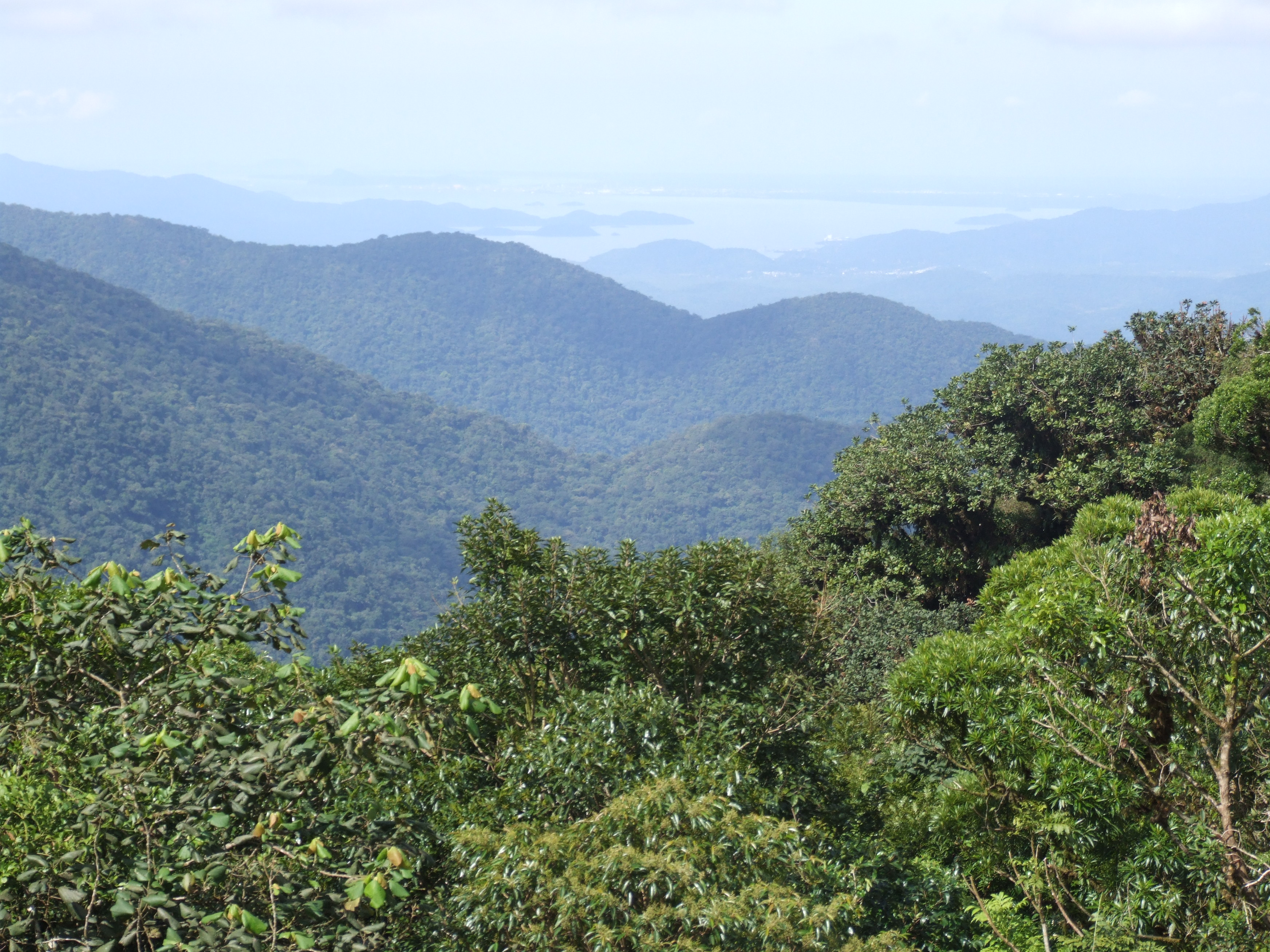
Mata Atlântica

A Mata Atlântica ocupa uma área de 1.086.289 km² e 13,04% do território nacional, constituída principalmente por mata ao longo da costa litorânea que vai do Rio Grande do Norte ao Rio Grande do Sul. A Mata Atlântica ocupa a totalidade dos territórios do Espírito Santo, Rio de Janeiro e Santa Catarina, e parte do território do estado de Alagoas (52%), Bahia (19%), Goiás (3%), Mato Grosso do Sul (14%), Minas Gerais (41%), Paraíba (8%), Paraná (98%), Pernambuco (17%), Rio Grande do Norte (5%), Rio Grande do Sul (37%), São Paulo (68%) e Sergipe (51%). A Mata Atlântica  é composta por uma série de ecossistemas com estruturas e composições florísticas bastante diferenciadas, acompanhando as características climáticas da região onde ocorre, tendo como elemento comum a exposição aos ventos úmidos que sopram do oceano. Os ecossistemas florestais que compõe a Mata Atlântica são a floresta ombrófila (densa, mista e aberta), a floresta estacional semidecidual e a estacional decidual. Também agrega os seguintes ecossistemas,manguezais, restingas e campos de altitude.
A Mata Atlântica, incluindo as florestas estacionais semideciduais, originalmente foi a floresta com a maior extensão latitudinal do planeta, indo de cerca de 6 a 32°S. A variabilidade climática ao longo de sua distribuição é grande, indo desde climas temperados superúmidos no extremo sul a tropical úmido e semiárido no nordeste. O relevo acidentado da zona costeira adiciona ainda mais variabilidade a este ecossistema. Nos vales geralmente as árvores se desenvolvem muito, formando uma floresta densa. Nas encostas esta floresta é menos densa, devido à frequente queda de árvores. Nos topos dos morros geralmente aparecem áreas de campos rupestres.
No extremo sul a Mata Atlântica gradualmente se mescla com a floresta de Araucárias. A Mata de Araucárias é incluída dentro do Bioma Mata Atlântica. Ocorre no Planalto Meridional Brasileiro, com altitudes superiores a 500m, destaca-se a área de dispersão do pinheiro-do-paraná, Araucária (angustifolia), que já ocupou cerca de 2,6% do território nacional. Nestas florestas coexistem representantes da flora tropical e temperada do Brasil, sendo dominadas, no entanto, pelo pinheiro-do-paraná. As florestas variam em densidade arbórea e altura da vegetação e podem ser classificadas de acordo com aspectos de solo, como aluviais, ao longo dos rios, submontanhas, que já inexistem, e montanhas, que dominavam a paisagem. A vegetação aberta dos campos gramíneo-lenhosos ocorre sobre solos rasos. Devido ao seu alto valor econômico a Mata de Araucária vêm sofrendo forte pressão de desmatamento.
A paisagem do litoral brasileiro é bem diversificada, composta por várias ilhas, recifes, costões rochosos, baías, estuários, brejos e falésias. Localizado em vários pontos da costa brasileira, sendo mais comum onde o mar se encontra com as águas doces dos rios, os manguezais  são ecossistemas que ocorrem nas zonas de maré, caracterizados por serem áreas alagadas de fundo lodoso e salobro. Entre os principais animais encontrados no mangue estão os caranguejos e as ostras.

### Caatinga

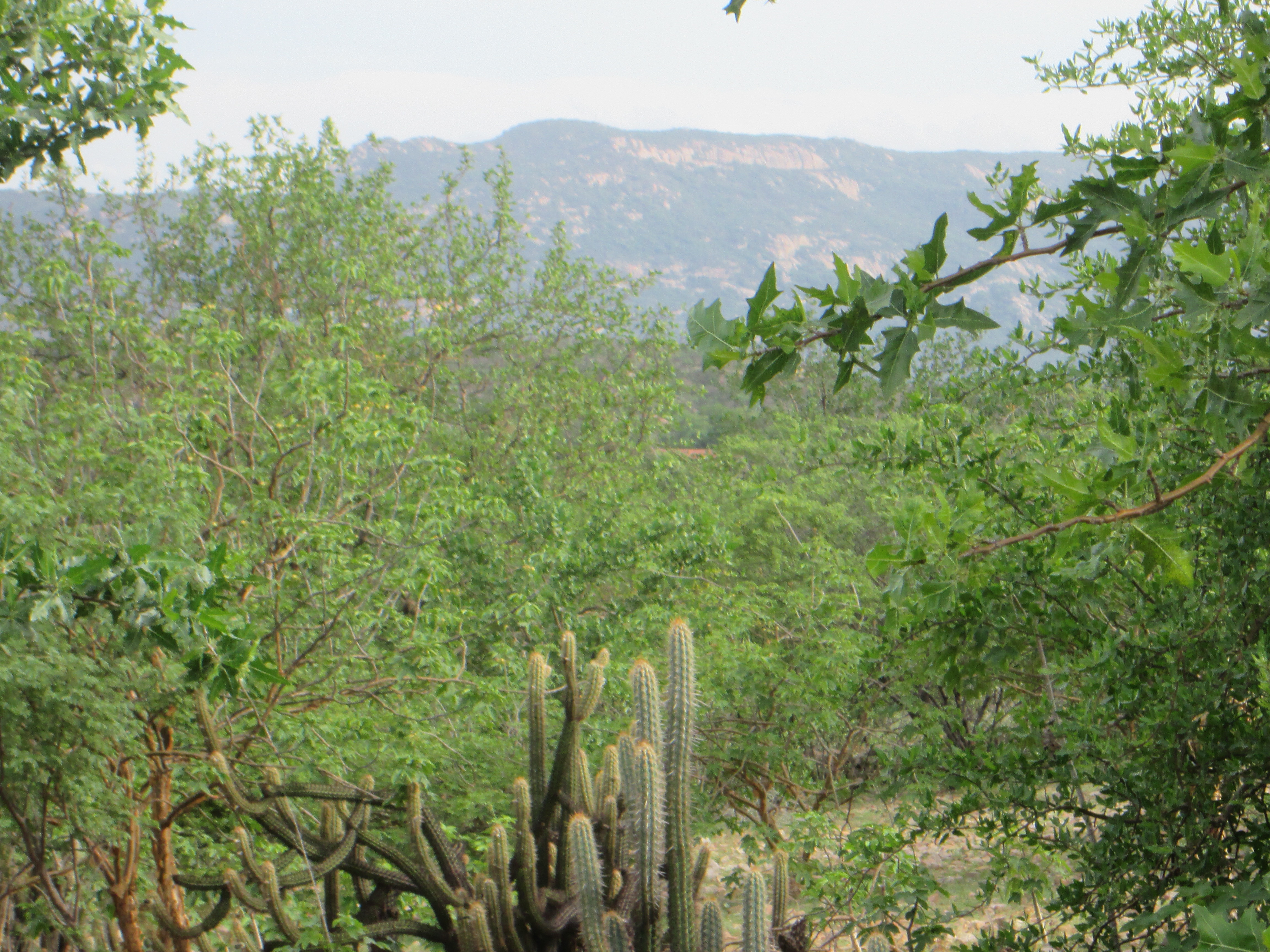
Caatinga

A Caatinga abrange 9,92% do território nacional, ocupando uma área de 844.453 km², é constituída principalmente por savana-estépica. Ocupa a totalidade do estado do Ceará e parte do território de Alagoas (48%), Bahia (54%), Maranhão (1%), Minas Gerais (2%), Paraíba (92%), Pernambuco (83%), Piauí (63%), Rio Grande do Norte (95%) e Sergipe (49%). É formada basicamente por plantas xerófilas ou seja, adaptadas às condições do clima semiárido, que predomina no sertão nordestino. As espécies vegetais que habitam esta área são em geral formadas por árvores e arbustos espaçados, baixos e com galhos retorcidos. A presença de cactáceas é grande na caatinga, destacando-se o mandacaru e o xique-xique, além de diversas espécies de bromélias como o caroá e a macambira são, também, elementos importantes da paisagem da caatinga.
Durante o período seco grande parte das plantas da caatinga perdem suas folhas, o que constitui uma adaptação das plantas às condições climáticas, fazendo com que a planta diminua a transpiração e evite, assim, a perda de água armazenada, tornando a paisagem mais próxima daquela típica imagem seca da caatinga. Com o retorno das chuvas a caatinga muda seu aspecto, a folhagem das plantas voltam a brotar e aparecem até flores. Ao entrar na área de transição, entre Caatinga e a Mata Atlântica, nas áreas localizadas mais próximas do litoral, onde ocorre a transição entre o clima úmido e o semiárido, na área conhecida como agreste, predomina uma formação vegetal peculiar, onde se misturam espécies comuns da mata atlântica e da caatinga. A área de transição entre a Caatinga e a Amazônia é conhecida como Meio-Norte ou Mata dos cocais, que abrange porções dos estados do Maranhão, Piauí e Tocantins. Possui solos secos e sua vegetação é formada por palmeiras, como o buriti, oiticica, babaçu e carnaúba. Grande parte do Sertão nordestino sofre alto risco de desertificação devido à degradação da cobertura vegetal e do solo.

### Pampa

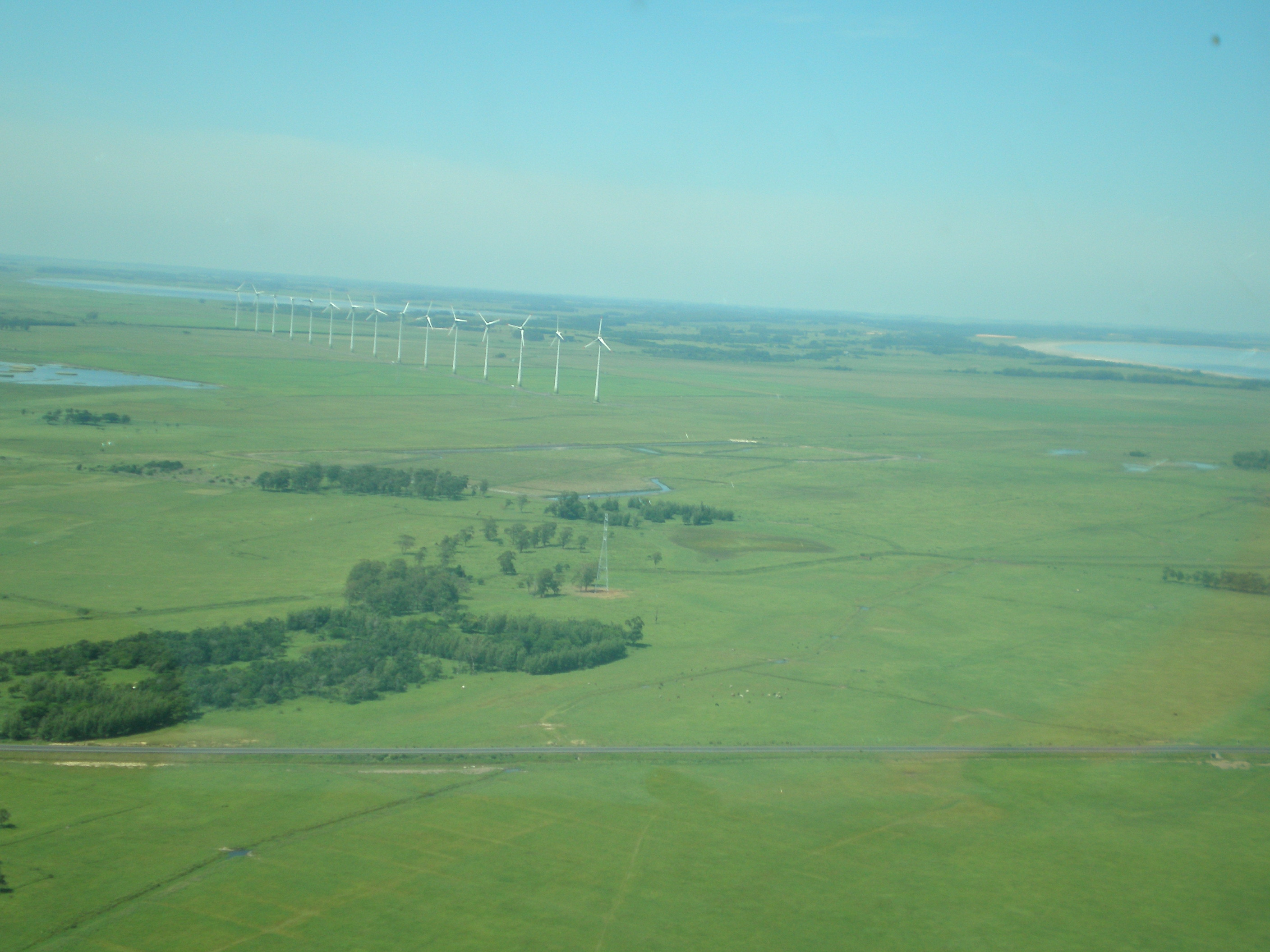
Pampa

O Pampa, que também é chamado de Campos do Sul ou Campos Sulinos, ocupa uma área de 176.496 km² correspondente a 2,07% do território nacional e que é constituído principalmente por vegetação campestre. No Brasil o Pampa só esta presente no estado do Rio Grande do Sul, ocupando 63% do território gaúcho. O Bioma caracteriza-se pela grande riqueza de espécies herbáceas e várias tipologias campestres, compondo em algumas regiões, ambientes integrados com a floresta de araucária. Os terrenos planos das planícies e planaltos gaúchos e as coxilhas, de relevo suave-ondulado, são colonizados por espécies pioneiras campestres que formam uma vegetação tipo savana aberta. Há ainda áreas de florestas estacionais e de campos de cobertura gramíneo-lenhosa.
O pampa também é característico por um entardecer com nuances em tons alaranjados bastante típicos.

Entardecer no pampa Pai e filho.

### Pantanal

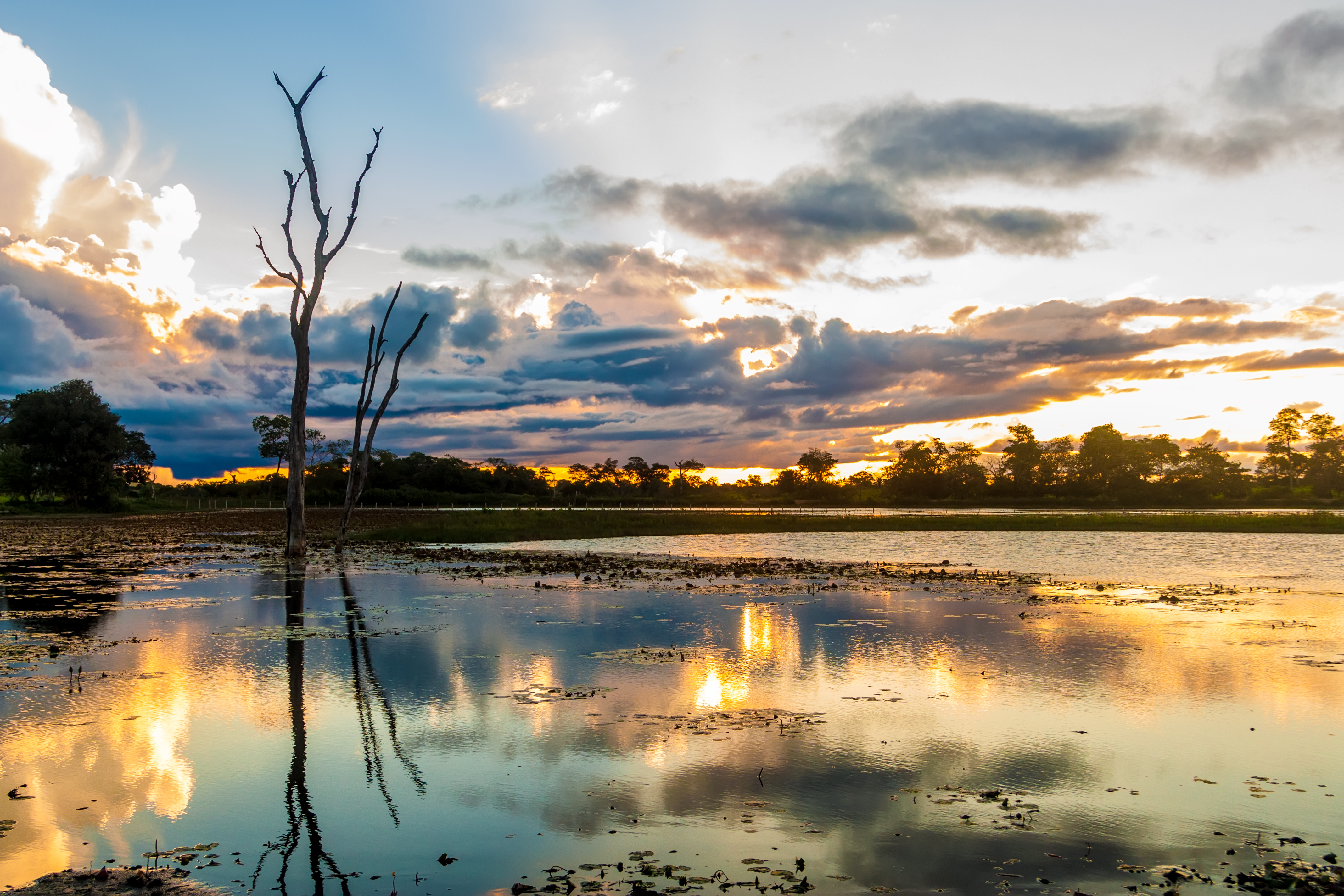
Pantanal

O Pantanal ocupa uma área de 150.355 km² e 1,76% do território nacional e é constituído principalmente por savana estépica alagada em sua maior parte. O Pantanal está presente em apenas dois estados brasileiros, Mato Grosso e Mato Grosso do Sul, ocupando 7% do território do Mato Grosso e 25% do estado do Mato Grosso do Sul. A região é uma planície aluvial influenciada por rios que drenam a bacia do Alto Paraguai, onde se desenvolve uma fauna e flora de rara beleza e abundância. O Pantanal mato-grossense é a maior planície de inundação contínua do planeta, coberta por vegetação predominantemente aberta. Este ecossistema é formado por terrenos em grande parte arenosos, cobertos de diferentes fisionomias devido a variedade de microrrelevos e regimes de inundação. Como área transicional entre Cerrado e Amazônia, o Pantanal ostenta um mosaico de ecossistemas terrestres com afinidades sobretudo com o Cerrado.

## Bioma marinho

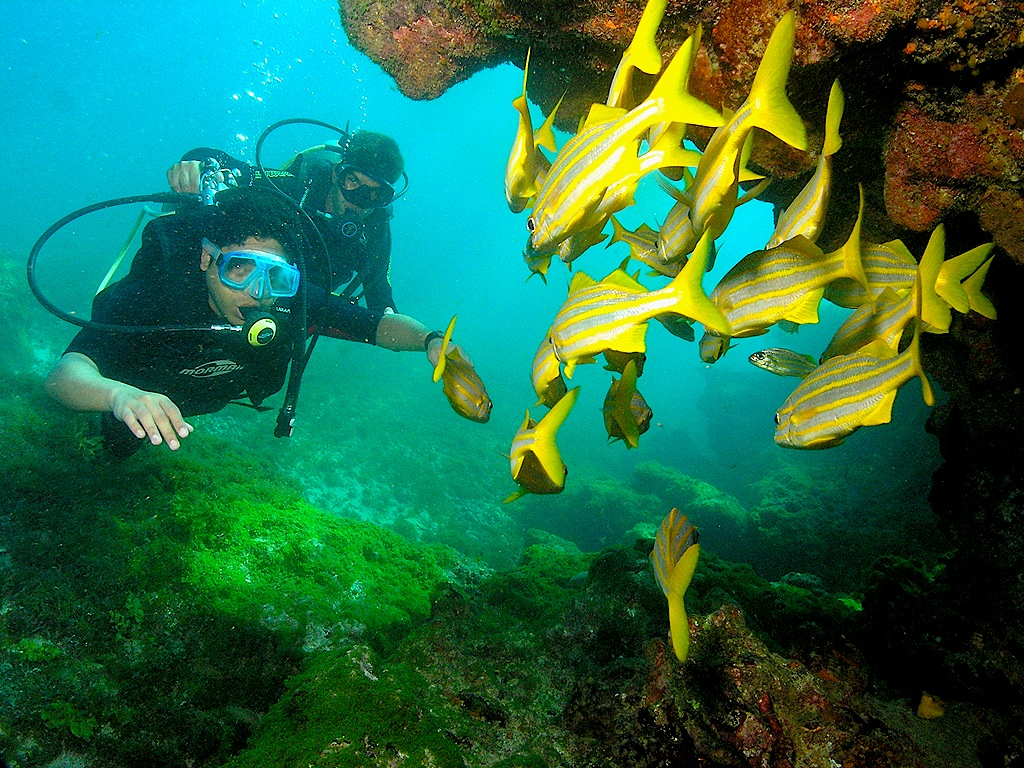
O arquipélago de Fernando de Noronha localiza-se no Bioma Marinho Costeiro.

O bioma marinho do Brasil situa-se sobre a "Zona Marinha do Brasil" e apresenta diversos ecossistemas.
A "Zona Marinha do Brasil" é o biótopo da Plataforma continental que apresenta largura variável, com cerca de 80 milhas náuticas, no Amapá, e 160 milhas náuticas, na foz do rio Amazonas, reduzindo-se para 20 a 30 milhas náuticas, na região Nordeste, onde é constituída, basicamente, por fundos irregulares, com formações de algas calcárias. A partir do Rio de Janeiro, na direção sul, a plataforma volta a se alargar, formando extensos fundos cobertos de areia e lama.
A Zona Costeira Brasileira é uma unidade territorial, definida em legislação para efeitos de gestão ambiental, que se estende por 17 estados e acomoda mais de 400 municípios distribuídos do norte equatorial ao sul temperado do País. É um conceito geopolítico que não tem nenhuma relação com a classificação feita pela ecologia. A Zona Costeira Brasileira tem como aspectos distintivos em sua longa extensão através de diferentes biomas que chegam até o litoral, o bioma da Amazônia, o bioma da Caatinga e bioma da Mata Atlântica. Esses biomas com grande variedade de espécies e de ecossistemas, abrangem mais de 8.500 km de costa litorânea.